# Лунный пряник
Лу́нный пря́ник (кит. трад. 月餅, упр. 月饼) — китайский деликатес, который употребляется на Праздник середины осени. Традиционно лунные пряники дарят родственникам, друзьям и клиентам.
Обычно лунные пряники круглые или квадратные, примерно 10 см в диаметре и 4—5 см в толщину, начинены пастой из сладких бобов или семян лотоса. Начинка занимает бо́льшую часть пряника. В начинку как символ полной луны иногда добавляют желтки из солёных утиных яиц. Десятисантиметровый лунный пряник содержит около 1000 килокалорий.

## История
Слово «лунный пряник» впервые упоминается в XIII-м веке в книге «Записки о снах о просяной каше» (夢粱錄), описывавшей быт нынешнего Ханчжоу. «Лунные пряники» в ней не были привязаны к Празднику середины осени, а были доступны на рынках круглый год.
Лишь в XVI-м веке лунные пряники становятся неизменным атрибутом Праздника середины осени — ими обмениваются в качестве подарков, символизируя единения. Согласно одной легенде, лунные пряники были изобретены для свержения Монгольской империи Юань — в них заговорщики передавали друг другу записки, призывающие выступить против монголов. Другой способ шифрования посланий в лунных пряниках — печать на их поверхности его частей среди орнамента. Чтобы понять послание, следовало разрезать каждый лунный пряник в коробке на четыре части, а затем сложить в правильном порядке. После этого лунные пряники съедали, чтобы уничтожить сообщение.

## Разновидности
В зависимости от традиций, в лунные пряники кладутся разные начинки. Наиболее распространённые начинки — паста из семян лотоса, разного рода бобовые пасты, паста из «пяти орехов» (в зависимости от региона состав их различается, чаще всего используются грецкие орехи, тыквенные и арбузные семечки, семечки тмина, арахис, кунжут или миндаль).

### Гуандун и Гонконг
Кантонские лунные пряники ютпэны (月餅 yuhtbéng) наиболее известны в мире. Они отличаются сложными орнмаентами, отпечатанными на поверхности пряника. Обычно на лунный пряник сверху печатью наносят иероглифы «долголетие» или «гармония», а также название кондитерской или тип начинки. Помимо них верх украшают цветами, орнаментами, изображениями богини Луны и кроликов.
Для кантонской кухни характерно жёвкое тесто, что имеет красновато-коричневый цвет и блестящую поверхность. Готовится из густого сахарного сиропа, щелочно́й воды, муки и масла. Жёвкость может быть увеличена добавлением мальтозы. Тесто при этом часто выпекается в форме рыбы или свиньи. Первые часто продают в корзинках, как рыбу.
Популярные начинки кантонских лунных пряников — паста из семян лотоса, арбузных косточек, орехов, ветчина, утка, жареная свинина, грибы, яичные желтки. Наиболее дорогие разновидности содержат четыре желтка, которые символизируют фазы Луны. В последние годы стали популярны новые разновидности — шоколадные, с желе или мороженым.
В последние десятилетия в Гонконге были изобретены новые виды лунных пряников, например, «ледяные пряники» (冰皮月餅 bīngpéi yuhtbéng), которые не запекаются, а напротив подаются холодными. Тесто бывает трёх разновидностей: из клейкого риса (аналогично моти), желированного, с агар-агаром, желатином или конняку, и заварное тесто.

### Сучжоу, Нинбо и Шанхай
Сучжоуские лунные пряники (月餅 /ŋəʔ³ pin²¹/) известны своим слоёным тестом с сахаром и смальцем. Они маленького размера, и в пределах сучжоуского типа существует более дюжины вариантов — сладких, острых (подаются горячими и обычно начинены свиным фаршем). Популярна начинка из жареного чёрного кунжута.
Нинбоские лунные пряники похожи на сучжоуские, начиняются водорослями (ульвой) или ветчиной. Вкус в целом острый и солёный.
Шанхайские лунные пряники делаются из песочного теста и наполняются сладкими пастами вроде анко или пасты из семян лотоса, внутри которых помещается яичный желток.

### Пекин и Северный Китай
Пекинские лунные пряники юэбины бывают двух разновидностей: «дицян», появившиеся под влиянием сучжоуских лунных пряников, отличаются лёгким воздушным тестом; и «фаньмао», со слоистым белым тестом. Начиняется обычно боярышником и цветами глицинии, а сверху тщательно украшается.

### Южная Фуцзянь, Чаошань и Тайвань
Чаошаньские лунные пряники похожи на сучжоуские тем, что готовятся из слоёного теста, но больше их по размеру. По диаметру они близки к кантонским, однако тоньше их. Вне зависимости от типа начинки, все чаошаньские лунные пряники имеют подчёркнутый запах смальца, из-за чего их традиционно называют лапья (朥餅 lâ-piáⁿ «пряники со свиным жиром»).
Наиболее традиционная разновидность тайваньских лунных пряников начиняется анко, иногда в центре находится моти. Наиболее популярнуюя разновидность готовят с машем или таро, в первые также кладут желток солёного утиного яйца, а во вторые — либо его, либо что-нибудь острое. Популярные современные начинки — зелёный чай, шоколад и тирамису.
Хокло и чаошаньцы принесли лунные пряники в Юго-Восточную Азию. В Индонезии они называются бапья (肉餅 bah-piáⁿ, англ. bakpia), на Филиппинах — хопья (好餅 hó-piáⁿ, англ. hopia). Традиционные круглые лунные пряники начиняют свининой, шоколадом, бобами мунг, анко, бататом, сыром, молоком, дурианом, джекфрутом и другими фруктами.

### Фучжоу
В Фучжоу лунные пряники (月餅 nguŏk-biāng) отличаются крайней сладостью и большим диаметром, напоминая лепешки. Они начиняются сахаром, салом, кусочками восковой тыквы, арахисом, луком и т. д.

### Юньнань
Для юньнаньских лунных пряников тесто готовится из смеси рисовой, пшеничной и гречишной муки. Большинство разновидностей сладкие.

### Вьетнам
Во Вьетнаме лунные пряники называются «баньчунгтху» (bánh trung thu, 餅中秋, пироги середины осени) и часто продаются парами. Обычные начинки — острая жареная курица, свинина, акульи плавники, сладкие бобы мунг, кокос или дуриан. Традиционные баньчунгтху готовят с лотосовой пастой, засахаренной восковой тыквой, китайскими колбасками, арахисом и кунжутом.

### Япония
В Японии на праздник цукими традиционно едят цукими-данго.
Лунные пряники китайских разновидностей, преимущественно основанные на кантонских, в Японии известны как гэппэй (яп. 月餅), они ассоциируются с китайской культурой и не привязаны к каким-либо праздникам — в чайнатаунах ими торгуют весь год. Наиболее популярная начинка — адзуки, хотя встречаются и другие (в частности, каштаны). В Японии в лунные пряники не добавляют желток.

### Современные разновидности
В современные лунные пряники в качестве начинки кладут всё, чему можно придать пастообразную текстуру.
- Сливочный сыр;
- жоусун;
- тирамису;
- зелёный чай;
- пандановый бисквит;
- дуриан;
- мороженое;
- шоколад;
- кофе;
- арахис;
- фруктовые десерты.

Для адаптации к здоровому образу жизни производители стали изготовлять лунные пряники с йогуртом, консервированными фруктами и обезжиренным мороженым; появились даже богатые клетчаткой лунные пряники на подсластителях. Упаковка сменилась с коробок на индивидуальные герметичные пластиковые пакеты.
Выпускаются и дорогие лунные пряники для богатых покупателей. Покрытые золотом лунные пряники стали популярны сразу же после появления. В них также могут запекать женьшень и ласточкины гнёзда, белые (снежные) лунные пряники на бельгийском шоколаде, дорогое мороженое вроде Häagen-Dazs, трюфели, фуа-гра, шампанское, виски, икра.
Современные лунные пряники, несмотря на популярность, имеют свои минусы — дороговизну, чрезмерное отступление от исходного рецепта (к примеру, «шоколадные лунные пряники» — это шоколад в форме лунных пряников, а не выпечка с шоколадом), а также бесконечное изменение рецепта для погони за покупателями.
В 2008 году гонконгские универмаги Goods of Desire вместе с пекарнями Кхэйва разработали дизайн лунных пряников в форме ягодиц с традиционными лотосовой пастой и яичными желтками в качестве наполнителя.

## Галерея
- Желейный лунный пряник с начинкой из анко
- Лунный пряник с надписью 金門旦黃
- Желейный лунный пряник с бататовой начинкой